# Dystactina
Dystactina – podplemię modliszek z rodziny Chroicopteridae, podrodziny Chroicopterinae i plemienia Chroicopterini.
Samce są w pełni uskrzydlone, samice natomiast krótkoskrzydłe. Budowa genitaliów samca jest mniej skomplikowana niż u innych podplemion Chroicopterini. Fallomer brzuszny ma stosunkowo słabo zaznaczone wtórne wyrostki dystalne środkowy i boczny. Apofiza falloidalna ma uwstecznione flagellum i, z wyjątkiem rodzaju nominatywnego, jest ząbkowana i mocno zesklerotyzowana.
Przedstawiciele podplemienia występują wyłącznie w krainie etiopskiej.

## Taksonomia
Takson ten wprowadzony został przez Ermanna Giglio-Tosa w 1915 roku jako podrodzina w obrębie rodziny modliszkowatych. W systemie z 1919 roku autor ów wyróżnił w jej obrębie pojedynczą grupę Distactae, którą Anton Handlirsch w systemie z 1930 roku zaliczył do podrodziny Mantinae. W systemie Maxa Beiera z 1964 roku omawiany takson miał rangę plemienia Dystactini w obrębie podrodziny Amelinae zaliczonej do modliszkowatych. W systemie Reinharda Ehrmanna i Rogera Roya z 2002 roku wyniesiony został do rangi odrębnej podrodziny w obrębie tejże rodziny. W systemie Christiana J. Schwarza i Rogera Roya z 2019 roku sklasyfikowany został jako jedno z czterech podplemion w obrębie plemienia Chroicopterini rodziny Chroicopteridae. Zaznaczono wówczas, że jego monofiletyzm nie jest pewny.
Do podplemienia tego należy pięć opisanych gatunków, sklasyfikowanych w czterech rodzajach:
- Achlaena Karsch, 1892
- Achlaenella Giglio-Tos, 1915
- Dystacta Saussure, 1871
- Pseudodystacta Kaltenbach, 1996